# 招田
招田是中国广东省广州市从化区的一个自然村。在江埔街道东南面约3千米，属下罗村管辖。清朝时建村。1998年时，全村人口112人。